# 劳镇 (上莱茵省)
劳镇（法語：Lauw，发音：[lau]；德语：Au(e)）是法国上莱茵省的一个市镇，属于坦恩-盖布维莱尔区（Thann-Guebwiller）马斯沃县（Masevaux）。该市镇总面积4.61平方公里，2009年时的人口为977人。

## 人口
劳镇人口变化图示